# 简大狮避难所
简大狮避难所位于中国福建省漳州市芗城区新华西路。清光绪二十四年（1898），台湾抗日领袖简大狮（1870—1900年）于1899年潜回中国大陆，在这处漳州简氏族人接待简氏宗亲而设的会馆藏身，1900年3月被捕，引渡至台湾，被日方处死。建筑包括前厅、大厅等，面积660平方米。
2013年1月28日，简大狮避难所公布为第八批福建省文物保护单位。